# Barret-sur-Méouge
Barret-sur-Méouge ist eine französische Gemeinde im Département Hautes-Alpes in der Region Provence-Alpes-Côte d’Azur. Sie gehört zum Arrondissement Gap und zum Kanton Laragne-Montéglin.

## Geographie
Durch die Gemeindegemarkung mit einem Dorfkern auf 649 m fließt die Méouge.
Die Gemeinde grenzt im Norden an Sainte-Colombe und Orpierre, im Nordosten an Nossage-et-Bénévent (Berührungspunkt), im Osten an Val Buëch-Méouge und Saint-Pierre-Avez, im Süden an Éourres sowie im Westen an Salérans und Ballons.

## Bevölkerungsentwicklung
| Jahr      | 1962 | 1968 | 1975 | 1982 | 1990 | 1999 | 2008 | 2014 |
| --------- | ---- | ---- | ---- | ---- | ---- | ---- | ---- | ---- |
| Einwohner | 179  | 342  | 291  | 187  | 237  | 232  | 214  | 229  |